# Ficus pseudomangifera
Ficus pseudomangifera är en mullbärsväxtart som beskrevs av John Hutchinson. Ficus pseudomangifera ingår i släktet fikonsläktet, och familjen mullbärsväxter. Inga underarter finns listade i Catalogue of Life.